# !distain
!distain, auch distain, ist eine deutsche Synthiepop-Band. Sie wurde 1992 als distain! gegründet. Nachdem 2003 zwei der drei Gründungsmitglieder die Band verließen, änderte sie ihren Namen in !distain.

## Geschichte
Die Augsburger Alexander Braun, Oliver Faig und Sebastian von Wyschetzki gründeten 1992 eine Band, die sich dem Synthesizer verschrieben hat. Ein Demotape, welches beim Nachwuchswettbewerb „Pop Albert“ entstand, fand bei Chrom Records großen Anklang. Ende des Jahres 1994 erhielt das Trio daraufhin seinen ersten Plattenvertrag bei Chrom Records. Wenige Monate später veröffentlichte die Band ihr erstes Album Cement Garden. Es folgte 1996 das Album [li:quíd] und zwei Jahre später Homesick Alien. Im Jahr 2002 schloss sich Manfred Thomaser der Band an. 2003 verließen Oliver Faig und Sebastian von Wyschetzki distain!.
Alexander Braun und Manfred Thomaser setzten die Arbeit als Duo mit leicht verändertem Bandnamen fort und begannen nach vier Jahren Pause 2004 wieder mit Auftritten. Nach dem Auftritt im Hannover Capitol folgten internationale Auftritte in Moskau, Madrid und Bratislava. Im gleichen Jahr erschien auch das Album 25 Frames a Second. Seit 2005 unterstützte Rick Prokein die Band bei Konzerten, wurde aber erst 2011 zum festen Mitglied. 2007 und 2010 wurden die Alben Raise the Level und Anthology 1992–2010 veröffentlicht. 2011 wechselte !distain zum Musiklabel Echozone. 2012 und 2014 war sie mehrmals Vorgruppe der Band And One. 2014 trat !distain beim Wave-Gotik-Treffen auf und eröffnete ein Jahr später das Amphi Festival mit einem Konzert auf der RheinMagie. Das insgesamt neunte Album der Band, Rainbow Skies At Night, erschien 2015. Im April 2016 verließ Rick die Band, um sich eigenen Projekten zu widmen.

## Diskografie

### Alben
als distain!:
- 1995: Cement Garden
- 1996: [li:quíd]
- 1998: Homesick Alien

als !distain:
- 2004: 25 Frames a Second
- 2006: Synthphony REMIXed: !distain (Remix)
- 2007: Raise the Level
- 2010: Anthology 1992–2010 (Best-Of, Doppel)
- 2011: on/off
- 2015: Rainbow Skies at Night
- 2016: The Archive Collection 1992–2016 (Best-Of, Doppel)

### Singles
als distain!:
- 1995: confession e.p.
- 1996: Conversation Overkill
- 1999: tears of joy

als !distain:
- 2003: America
- 2004: sex 'n' cross
- 2008: Mandragore
- 2011: mein weg
- 2011: why (bootlicking hypocrites)
- 2011: monokultur
- 2012: the 6th floor/instructed by the devil
- 2012: live in cologne e.p.
- 2014: Where in This World (feat. Elektrostaub)
- 2015: A Million Engines
- 2015: Gunfires
- 2015: December
- 2016: Blackberry Morning
- 2018: SynthPopBoy

### DVDs
- 2012: 20th Anniversary